# Polynôme d'Appell généralisé
Pour les articles homonymes, voir Appell.
En mathématiques, une suite de polynômes {\displaystyle (p_{n}(z))_{n\in \mathbb {N} }} possède une représentation d'Appell généralisée si la fonction génératrice des polynômes prend la forme :
{\displaystyle K(z,w)=A(w)\Psi (zg(w))=\sum _{n=0}^{\infty }p_{n}(z)w^{n}}
où la fonction génératrice  {\displaystyle K(z,w)} est composée des séries :
- {\displaystyle A(w)=\sum _{n=0}^{\infty }a_{n}w^{n}} avec {\displaystyle a_{0}\neq 0} ;
- {\displaystyle \Psi (t)=\sum _{n=0}^{\infty }\Psi _{n}t^{n}} avec tous les {\displaystyle \Psi _{n}\neq 0} ;
- {\displaystyle g(w)=\sum _{n=1}^{\infty }g_{n}w^{n}} avec {\displaystyle g_{1}\neq 0}.

Dans les conditions ci-dessus, il n'est pas difficile de montrer que {\displaystyle p_{n}(z)} est polynôme de degré {\displaystyle n}.

## Cas particuliers
- Le choix de {\displaystyle g(w)=w} donne la classe des polynômes de Brenke.
- Le choix de {\displaystyle \Psi (t)=\operatorname {e} ^{t}} donne la suite des polynômes de Sheffer.
- Le choix simultané de {\displaystyle g(w)=w} et de {\displaystyle \Psi (t)=\operatorname {e} ^{t}} donne la suite des polynômes d'Appell au sens strict.

## Représentation explicite
Les polynômes d'Appell généralisés ont la représentation explicite
{\displaystyle p_{n}(z)=\sum _{k=0}^{n}z^{k}\Psi _{k}h_{k}}.
Le coefficient {\displaystyle h_{k}} est
{\displaystyle h_{k}=\sum _{P}a_{j_{0}}g_{j_{1}}g_{j_{2}}\ldots g_{j_{k}}}
où la somme s'étend à toutes les « partitions au sens large » de n en k + 1 parties, c'est-à-dire à tous les (k + 1) uplets j d'entiers positifs ou nuls de somme n.  
Pour les polynômes d'Appell, cette formule devient :
{\displaystyle p_{n}(z)=\sum _{k=0}^{n}{\frac {a_{n-k}z^{k}}{k!}}}.

## Relations de récurrence
De manière équivalente, une condition nécessaire et suffisante pour que le noyau {\displaystyle K(z,w)} puisse être écrit comme {\displaystyle A(w)\Psi (zg(w))} avec {\displaystyle g_{1}=1} est que
{\displaystyle {\frac {\partial K(z,w)}{\partial w}}=c(w)K(z,w)+{\frac {zb(w)}{w}}{\frac {\partial K(z,w)}{\partial z}}}
où {\displaystyle b(w)} et {\displaystyle c(w)} ont un développement en série
{\displaystyle b(w)={\frac {w}{g(w)}}{\frac {\mathrm {d} }{\mathrm {d} w}}g(w)=1+\sum _{n=1}^{\infty }b_{n}w^{n}}
et
{\displaystyle c(w)={\frac {1}{A(w)}}{\frac {\mathrm {d} }{\mathrm {d} w}}A(w)=\sum _{n=0}^{\infty }c_{n}w^{n}}.
En faisant la substitution
{\displaystyle K(z,w)=\sum _{n=0}^{\infty }p_{n}(z)w^{n}},
il vient immédiatement la relation de récurrence :
{\displaystyle z^{n+1}{\frac {d}{dz}}\left[{\frac {p_{n}(z)}{z^{n}}}\right]=-\sum _{k=0}^{n-1}c_{n-k-1}p_{k}(z)-z\sum _{k=1}^{n-1}b_{n-k}{\frac {d}{dz}}p_{k}(z)}.
Dans le cas particulier des polynômes de Brenke, on a {\displaystyle g(w)=w} et donc tous les {\displaystyle b_{n}} sont nuls, ce qui simplifie considérablement la relation de récurrence.